# Valgus parvulus
Valgus parvulus är en skalbaggsart som beskrevs av Hermann Burmeister och Hermann Rudolph Schaum 1840. Valgus parvulus ingår i släktet Valgus och familjen Cetoniidae. Inga underarter finns listade i Catalogue of Life.